# 房寬
房寬（？—1409年），河南行省汴涼路陳州（今河南省淮陽縣）人，明朝軍事將領、靖難之役人物。思恩侯。
洪武年間，其以濟寧左衛指揮身份跟從徐達在北平練兵，之後擔任北平都指揮同知，后移守大寧。房寬在任時，對地形風貌均知，然而不能撫恤士兵。燕兵逼近時，城中縛寬投降。朱棣釋放其，并讓其帶兵。在白溝河之戰中率領右軍，后失利，之後跟從攻克廣昌、彰德，晋升為都督僉事。永乐年間，封思恩侯，祿八百石，世指揮使。永樂七年去世。